# Il mostro della palude
Il mostro della palude (Swamp Thing) è un film del 1982 scritto e diretto da Wes Craven.
Basato sul personaggio dei fumetti Swamp Thing di DC Comics. Ha avuto un seguito nel 1989 con Il ritorno del mostro della palude (The Return of Swamp Thing).
Il film ha ricevuto una candidatura ai Saturn Award nel 1983 come migliore film horror.

## Trama
Il dottor Alec Holland con la supervisione di Alice Cable, sta effettuando degli studi su una vita che unisce a sé le qualità umane e vegetali. Un misterioso miliardario di nome Anton Arcane tenta di rubargli il progetto, ma durante la colluttazione con gli scagnozzi di Arcane, l'esperimento di Holland va storto e scoppia una terribile esplosione che trasforma Holland in una mostruosa creatura mezza umana e mezza anfibia. Il suo peggior nemico crede però che sia morto e così cerca di recuperare le tesi perdute, ma il "mostro" sopravvissuto proteggerà la bella Alice dagli uomini del perfido Arcane intenzionati a catturare la donna e la creatura per carpire loro il segreto dell'immortalità. Dopo aver catturato Alec e prelevato un suo campione organico, Arcane si trasforma anch'egli in un terribile mostro armato di una spada. Animato ormai da una feroce furia assassina, Arcane tenta di uccidere Holland ed Alice ma finisce ucciso lui stesso da Alec durante un duro combattimento finale nella palude. Riuscito a salvare Alice dalla morte, Holland decide di restare nella palude.

## Personaggi
- Alec Holland / Swamp Thing: è uno scienziato che conduce ricerche biogenetiche in un laboratorio situato nelle paludi della Florida. Trasformato dalla formula creata da lui stesso, Holland diventa il mostro della palude, un superuomo per metà uomo e per metà vegetale.
- Anton Arcane: è un perfido miliardario che segue con interesse le ricerche di Holland per impadronirsi della formula che lo trasformerebbe in un superuomo in grado di conquistare il mondo.
- Alice Cable è una bellissima agente governativo che supervisiona le ricerche di Holland e assiste alla sua prodigiosa scoperta: una formula segreta che potrebbe metter fine alla fame nel mondo, ma anche in grado di esaltare in sommo grado le caratteristiche individuali del soggetto sul quale viene provato, rendendolo un superuomo dotato di una forza sovrumana.

## Accoglienza
Swamp Thing ha ricevuto recensioni da miste a positive da parte della critica. Su Rotten Tomatoes, il film ha un indice di gradimento del 60% basato su 40 recensioni, con una valutazione media di 5,6/10.